# Lappula saphronovae
Lappula saphronovae är en strävbladig växtart som beskrevs av R. V. Kamelin. Lappula saphronovae ingår i släktet piggfrön, och familjen strävbladiga växter. Inga underarter finns listade i Catalogue of Life.